# Convent der Nautischen Kameradschaften
Der Convent der Nautischen Kameradschaften (CNK) ist ein Verband von sechs deutschen Studentenverbindungen an Seefahrtschulen und Fachhochschulen mit nautischen Studiengängen. Der 1960 gegründete Verband vereint rund 1.600 Nautiker, ist parteipolitisch unabhängig und gegenüber den Interessen der Tarifpartner neutral.
Im Gegensatz zu den meisten studentischen Korporationen bestehen die in ihm zusammengeschlossenen nautischen Kameradschaften teilweise auch an Seefahrtschulen, an denen zwar Offizierspatente, aber keine akademischen Grade erworben werden können. Die Mitgliedsverbindungen haben unüblicherweise den Status eines eingetragenen Vereins (e.V.). Sie sind gemischt, nehmen also Männer und Frauen auf.

## Mitgliedsverbindungen

### Aktive und vertagte Verbindungen
| Name der Verbindung                               | Stadt      | Gründung  | Farben            | Anmerkungen |
| ------------------------------------------------- | ---------- | --------- | ----------------- | --- |
| Nautische Kameradschaft Tritonia e.V.             | Bremen     | 1889      |                   | |
| Nautische Kameradschaft Hansea von 1896 e.V.      | Hamburg    | 1896      |                   | 2000 vertagt; sie hat keinen Aktivenbetrieb mehr, seit in Hamburg keine nautische Ausbildung mehr stattfindet. |
| Nautische Kameradschaft Visurgis zu Elsfleth e.V. | Elsfleth   | 1904      | \| \| \| \| \| \| | |
| Nautischer Bund Frisia e.V.                       | Leer       | 1961      |                   | |
| Nautische Verbindung Roter Sand e.V.              | Elsfleth   | 1962      |                   | |
| Nautische Kameradschaft Poseidon e.V.             | Warnemünde | 1908/1992 |                   | rekonstituiert als Nachfolgerin des Clubs der Navigationsschüler Poseidon, Wustrow, 1904–1936                  |
|                                                   |            |           |                   | |
|                                                   |            |           |                   | |
|                                                   |            |           |                   | |

### Ehemalige Verbindungen
| Name der Verbindung               | Stadt       | Gründung | Farben | Anmerkungen |
| --------------------------------- | ----------- | -------- | ------ | --- |
| Nautische Kameradschaft Neptun    | Lübeck      | 1891     |        | Sie wurde nach Einstellung der nautischen Ausbildung in Lübeck zunächst 1971 vertagt und ging 1977 im Lübecker Verein der Kapitäne und Nautischen Schiffsoffiziere (VDKS) auf. |
| Club der Navigationsschüler (CNS) | Bremerhaven | 1886     |        | Der CNS wurde nach Einstellung der nautischen Ausbildung 1984 vertagt und dann 2022 aufgelöst.                                                                                 |